# Aneja Beganovič
Aneja Beganovič (født 9. november 1997) er en slovensk håndboldspiller, som spiller i Nantes Loire Atlantique Handball og Sloveniens kvindehåndboldlandshold.